# Andrzej Kern

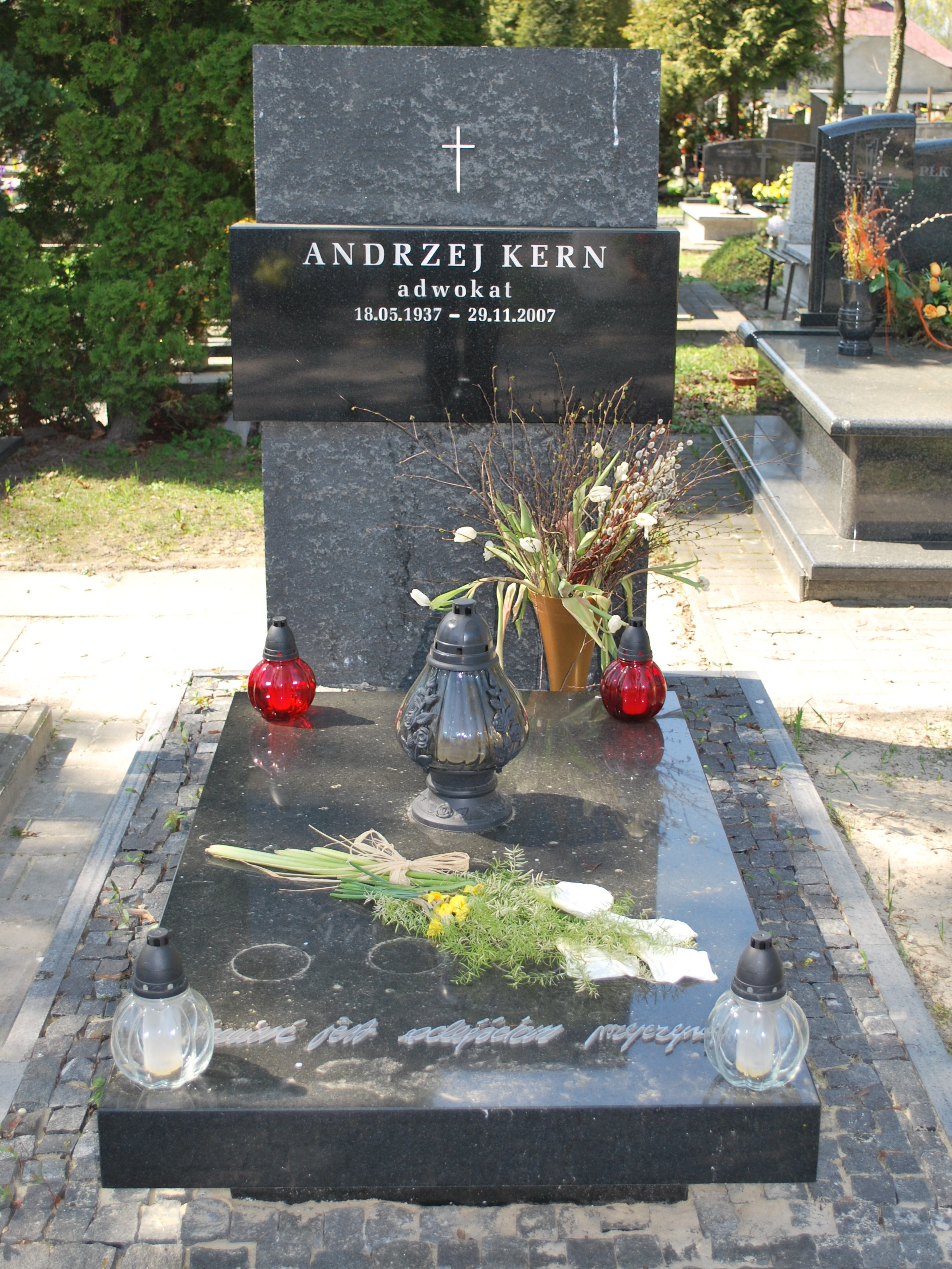
Grab Kerns auf dem Doły-Friedhof in Łódź.

Andrzej Piotr Kern (* 18. Mai 1937 in Łęczyca; † 29. November 2007 in Zgierz) war ein polnischer Politiker (PC, ZChN, AWS). Von 1991 bis 1993 war er Vizemarschall des Sejm, dem er von 1989 bis 1993 in der X. (Volksrepublik) und I. (Dritte Republik) Wahlperiode angehört hatte.

## Leben und Beruf
Andrzej Kerns Vorfahren väterlicherseits stammten aus der Schweiz. Sein Großvater migrierte 1893 in das damals zum russischen Zarenreich gehörende Kongresspolen, wo sein Vater nach Bildung der Zweiten Polnischen Republik in der Zwischenkriegszeit die polnische Staatsbürgerschaft annahm. Er studierte Rechtswissenschaften an der Universität Łódź. Als Rechtsanwalt vertrat er unter anderem Karol Głogowski, Andrzej Słowik, Jerzy Kropiwnicki und Grzegorz Palka sowie Studenten, die während der März-Unruhen 1968 in Polen angeklagt worden waren.
Die Beziehung seiner damals 16-Jährigen Tochter zu einem 21-Jährigen, die in der Flucht der Tochter aus dem Elternhaus gipfelte, führte 1992 zu erheblichem Aufsehen in den Medien. So veröffentlichte Jacek Hugo-Bader in der Gazeta Wyborcza eine Reportage unter dem Titel „Mezalians“, in der Kern negativ und die Familie des 21-Jährigen positiv dargestellt wurde. Der Regisseur Marek Piwowski drehte über die Angelegenheit den Film Die Entführung der Agata. Später wurde berichtet, dass die Angelegenheit von politischen Gegnern instrumentalisiert worden sei, um Kern politisch zu beschädigen. Der spätere Bildungsminister Ryszard Legutko bezeichnete die Medienveröffentlichungen zu diesem Thema „die größte Peinlichkeit des Medienumfelds der Dritten Polnischen Republik“. Kern gewann später mehrere Verfahren gegen verschiedene Zeitungen wegen der Verletzung seiner Persönlichkeitsrechte.
Kern war verheiratet und hatte zwei Kinder. Nach seinem Tod wurde er auf dem Doły-Friedhof in Łódź beigesetzt.

## Politik
Kerns Politisierung begann, als er im Polnischen Oktober 1956 zum Führungszirkel der oppositionellen Jugendorganisation „Związek Młodych Demokratów“ gehörte. 1980 beteiligte er sich als Rechtsberater am Aufbau der Strukturen der unabhängigen Gewerkschaft Solidarność in Łódź. Während des Kriegsrechts war er einen Monat lang interniert.
Bei den Wahlen zum Vertragssejm 1989 erhielt er ein Mandat für das Bürgerkomitee Solidarność. Dort gehörte er dem Obywatelski Klub Parlamentarny an. Bei der ersten vollständig freien Wahl zum Sejm 1991 wurde er für das Porozumienie Centrum gewählt und bekleidete das Amt eines Vizemarschalls des Sejm. 1993 kandidierte er nicht erneut für den Sejm. Mitte der 1990er Jahre trat er der Zjednoczenie Chrześcijańsko-Narodowe (ZChN) bei und gehörte von 1998 bis 2002 für das Wahlbündnis Akcja Wyborcza Solidarność (AWS), an dem sich die ZChN beteiligt hatte, dem Woiwodschaftssejmik der Woiwodschaft Łódź an. Bei den Sejm-Wahlen 2001 (für die AWS) und 2005 (für die Ruch Patriotyczny) kandidierte er jeweils erfolglos, da beide Listen jeweils an der Sperrklausel scheiterten.

## Ehrungen
- 2001 Medaille für Verdienste im Kampf um die Unabhängigkeit Polens und die Menschenrechte 13 XII 1981 – 4 VI 1989
- 2008 Komturkreuz des Ordens Polonia Restituta (postum)[9]